# وردونو
وردونو (به ایتالیایی: Verduno) یک کومونه در ایتالیا است که در استان کونیو واقع شده‌است.

## خصوصیات
وردونو ۷٫۳ کیلومترمربع مساحت و ۵۲۳ نفر جمعیت دارد.